# Илинденци
Илѝнденци (до 1951 г. Белица, изписване до 1945 година: Бѣлица) е село в Югозападна България, община Струмяни, област Благоевград. Селото е в България от 1912 г. в резултат от Балканската война.

## Население

### Етнически състав
Преброяване на населението през 2011 г.
Численост и дял на етническите групи според преброяването на населението през 2011 г.:
|                     | Численост |
| Общо                | 898       |
| Българи             | 667       |
| Турци               | -         |
| Цигани              | 20        |
| Други               | -         |
| Не се самоопределят | -         |
| Неотговорили        | 187       |

## География
Село Илинденци се намира на около 42 km юг-югоизточно от областния център Благоевград, около 3 km изток-североизточно от общинския център Струмяни и около 10 km север-северозападно от град Сандански. Разположено е в западните планински разклонения на Пирин. Покрай селото, частично пресичайки го в южната му част, тече Белишка (Шашка) река. Надморската височина нараства от около 250 m в югозападния край на селото до около 450 – 460 m в източния му край. В центъра на селото при църквата надморската височина е около 345 m. Климатът е континентално-средиземноморски, а почвите в землището са преобладаващо канелени и рендзини.
Общински път свързва Илинденци на запад със село Струмяни и в него с първокласния републикански път I-1 (част от Европейски път Е79), а на изток води към близкото село Плоски. На около 3 km запад-югозападно от Илинденци се намира гара Струмяни на железопътната линия София – Захарна фабрика - Перник – Радомир – Сандански - Кулата.
Землището на село Илинденци граничи със землищата на: село Влахи на север; село Плоски на изток и юг; село Драката на югозапад; село Микрево на югозапад; село Каменица на запад; село Горна Крушица на запад; село Долна Градешница на северозапад.
В землището на Илинденци има 8 язовира, 4 от които са изравнители.
Населението на село Илинденци, наброявало 1233 души при преброяването към 1934 г. и 1912 към 1956 г., намалява до 719 (по текущата демографска статистика за населението) към 2020 г.
При преброяването на населението към 1 февруари 2011 г., от обща численост 898 лица, за 667 лица е посочена принадлежност към „българска“ етническа група, за „турска“, „други“ и „не се самоопределят“ не са посочени данни, за 20 – към ромска и за 187 – „не отговорили“.

## История
До Балканската война Белица е голямо село, преобладаващо турско-циганско. В „Етнография на вилаетите Адрианопол, Монастир и Салоника“, издадена в Константинопол в 1878 година и отразяваща статистиката на населението от 1873 година, Биелица (Biélitsa) е посочено като село с 290 домакинства и 760 мюсюлмани.
В 1891 година Георги Стрезов пише за селото:
| „ | Белица, на СЗ от града на разстояние 6 часа. Лежи в полите на Пирин в равно ниско място. Наоколо има и гора. Гръцка църква. 120 къщи; 500 души турци със 120 българи. | “ |

Към 1900 година според статистиката на Васил Кънчов („Македония. Етнография и статистика“) населението на селото е 1530 души, от които 90 българи християни, 1200 турци и 240 цигани.
При избухването на Балканската война един човек от Белица е доброволец в Македоно-одринското опълчение. След 1912 година турското и циганското население се изселва и на негово място са заселени бежанци от Егейска Македония, които образуват махали в селото: Заровска (от село Зарово), Крушевска (от село Крушево), Кърчовска (от село Кърчово), Врабска (от село Врабча, Пиринско). Заселилото се българско население се занимавало основно със земеделие, животновъдство и занаятчийство. Днес все още съществуват т.нар. землища – местностите Злинска река, Задлък, Валоги, Кълъчовец, Щавен, Пушовец, Средобърт, Врабче и други.
След войната старата турска баня е превърната в християнска църква – „Света Марина“.
След 1944 г. частните имоти са обединени в трудово-кооперативни зеделски стопанства (ТКЗС). Голяма част от населението работи в земеделските кооперации, основно отглеждащи тютюневи растения и лозови масиви, както и в мраморните кариери в близост до селото. След 1989 г. започва процес на приватизация и реституция. Слез 1989 година се наблюдава отрицателен естествен прираст на населението, аналогично на повечето други български села. Поради липса на работни места и перспективи за развитие част от населението мигрира в съседните по-големи градове или в съседни държави като Гърция.

### Археологически проучвания
Първото човешко присъствие в региона е регистрирано от Неолитната епоха (6000 до 4000 г. пр. Хр.). Останките от антични селища дават основание да се предположи, че тези земи са били обитавани от древните траки, вероятно принадлежащи към племето меди. Потвърждение за това дават разкритите остани от антично селище и некропол в стопанския двор на селото и на запад от него. На това място при строежи и селскостопанска дейност са откривани останки от сгради, градени от камъни, споени с хоросан, изравяни са и колони. По терена има фрагменти от битова и строителна керамика. Оттук вероятно произхожда и оброчна плочка на Тракийския конник. В близост са открити и няколко гроба, като погребалният обред е трупополагане. Намерена е и надгробна плоча с изображение на починали. Съществуването на поселището в общи линии е датирано към трако-римския период.
Следите от друго селище, както и принадлежащи към него светилище и некропол, предполагат, че след влизането на Балканския полуостров в границите на Римската империя, тук се е обособил голям античен център, вероятно градът Нейне. Останките му се намират в местностите Хилядница и Рукалото, върху възвишение с дължина около 600 м и ширина 70 м. Между двете местности е имало масивна стена, от която сега няма видими следи. От това място произхождат много находки: оброчни плочи на Тракийския конник, на Артемида, Зевс и Хера, подставка от статуя на Дионис, фрагменти от мраморна арка, различни архитектурни детайли, монети и други. Освен това там са открити и 10 надписа на старогръцки език от I – III век. Особен интерес представлява един надпис, от който се разбира, че селището е имало градска структура. От друг строителен надпис, в който се говори за храм на Изида и Серапис се разбира, че градът се е наричал Нейне. Надписът е датиран в 78 г. Допуска се, че в началото на II век тук са се заселили римски колонисти. Градът е просъществувал от втората половина на I век до средата на III век, когато е бил разрушен. Сега по целия терен има останки от древния град: речни ломени камъни със следи от хоросан, фрагменти от строителна и битова керамика, части от архитектурни детайли.
В същата местност Хилядница, и в съседната Щавенска скала има античен некропол. По време на селскостопански работи са открити няколко гроба. Гробните съоръжения са градени от каменни плочи и имат формата на паралелепипед. Мъртвите са били полагани в тях заедно с гробни дарове – амфори, паници, канички и др. Открити са монети на императорите Проб (276 – 282), Максимин (286 – 305) и др. Тук са открити и надгробни плочи с бюстове на починалите. Некрополът най-вероятно е принадлежал на град Нейне.
Вероятен приемник на разрушения античен град-център е късноантичното селище в местността Град каяси или Костенурката (последното название идва от възвишение, което наподобява костенурка), на 2 км североизточно от селото. На възвишението се откриват фрагменти от строителна керамика. Не личат останки от зидове, но е възможно тук да се е издигало малко укрепление – стражеви пункт. На изток следва плитък дол, а по-нататък ниско плато. Върху последното се наблюдават фрагменти от битова и строителна керамика, характерни за периода III – V в. Явно на това място е съществувало значително селище. Оттук произхождат оброчни плочки на тракийския конник и на Артемида, което предполага възможността да е имало и трако-римско светилище.
В местността Костенурката се намира и средновековна керамика, което ще рече че гореописаното селище ако не е продължило съществуваното си през средновековието, то поне е имало приемник през този по-късен период. В близост – местността Грамадете, има останки от средновековна църква, известна под името „Свети Архангел“. Най-вероятно храмът е бил свързан, принадлежал е на средновековното селище.
През лятото на 2013 г. приключва теренното проучване по реализацията на проект "Европейски приказки и легенди” на територията на Oбщина Струмяни. (Проектът има за цел реализирането на културен туристически маршрут, част от международната мрежа „Route Européenne des Légendes“. В периода 20.08 – 23. 08. 2013, мултидисциплинарният екип, ръководен от проф. д-р Васил Марков, проучва археологическите паметници, фолклорните традиции и културните институции на територията на Общината, в това число и обектите намиращи се в землището на с. Илинденци).
Екипът на проф. Марков проучва скалистото плато разположено южно от селото. По западния и северния и ръб експедицията открива няколко скално изсечени жертвеника. Наситеността с битова и строителна керамика на това място дава основание на учените да предположат, че става дума за тракийско мегалитно светилище, просъществувало тук през I хил. пр. Хр. до IV в. сл. Хр. В най-южната му част е заклещена огромна скала, благодарение на която, се е оформила огромна по размерите си скална арка, улавяща слънцето на небосвода в зенита му. Изследваният паметник има характеристиката на тракийско мегалитно светилище, в което основно е използван и дообработен природният код – скалният разлом, където навярно били почитани подземните – хтоничните божества.
На около 1,5 – 2 км северозападно от мегалитното светилище се намира изворът Лечебната вода. Мястото се почита като свято сравнително отскоро. (Баба Ванга съветвала хора с болни очи да идват тук, да си мият очите с тази вода и да пият от нея.) Източно от извора е разположена една скална група, която гледана от много страни напомня човешка двойка. Между двете фигури е заклещен значителен по размерите си каменен блок, който оформя каменна арка, ориентирана в посока изток-запад.

## Обществени институции
Село Илинденци към 2022 г. е център на кметство Илинденци.
В село Илинденци към 2022 г. има:
- действащо читалище „Климент Охридски – 1920“;[21][22]
- православна църква „Света великомъченица Марина“;
- пощенска станция.[23]

## Забележителности
Природно феноменални скални образувания обграждат селото от север, изток и юг. В непосредствена близост до тях се намира най-голямата в България открита скулптурна изложба „Арт Център Илинденци“. Към него е изградена хотелска част и посетителски център. Скулптурите и местата, където са поставени, са осветени, което прави мястото уникално, гледано от близо и далеч.
Над селото се намира лековит извор, до който е изграден красив параклисен комплекс. Водата се препоръчва за лечение при болести на очите, мозъка и косата.
Към селото има обособена вилна зона, която се намира сред смесена – иглолистна и широколистна, гора. Там е изграден и язовир, който е зарибен и предлага упражняване на спортен и любителски риболов. Има идеални места за ловуване на пернат и друг дивеч. За тази цел е изградена и ловна хижа.
От селото тръгват множество туристически пътеки за Пирин.
Скалите край селото предлагат идеални условия за практикуване на скално катерене. Пропастта Алко е дълбока 132 метра.
Селото е център на прочутото грозде и вино, произвеждано от него – Керацуда. Сортът е донесен от бежанците от Егейска Македония, заселили се тук през 1912 г. Всяко семейство в селото отглежда от 0,5 до 5 декара от този сорт грозде и произвежда вино от него.
В централната част на селото са изградени мраморни шадравани и чешми. Центърът е изграден изцяло с мрамор от най-голямата кариера на Балканския полуостров за добив на мрамор, намираща се над селото. На 3 километра от селото се намират два завода за преработка на мрамор и производство на мраморни изделия. В селото има над 20 цеха за производство на мраморни изделия.

## Редовни събития
Ежегодно в село Илинденци се провежда международен скулптурен симпозиум, по време на който местни и чуждестранни артисти представят изработени от самите тях мраморни скулптури. Същите остават в най-големия в страната открит скулптурен парк, намиращ се в селото.
Ежегодният събор на Илинденци е от 1 до 3 август.
Всяка първа събота на месец февруари се провежда традиционният „Празник на виното“, на който се дегустира и оценява вино на местни винопроизводители. Местни производители на бели и червени вина изнасят за оценка своята продукция. Тя се оценява от виноспециалисти – технолози от винзаводите в Дамяница и Благоевград. На победителите се връчват парични и предметни награди (специални статуетки). За гостите на празника остава всичкото изнесено за оценка вино и много скара от месни деликатеси, кюфтета, кебапчета, кървавица, суджуци и други, които са любезно предоставени от най-големите винопроизводители и собственици на лозови масиви. Празникът е съпроводен с ритуално зарязване на лозята от боговете на виното. Изнася се богата фолклорна и музикална програма.

## Личности
- Павле Андреев – македоно-одрински опълченец в четата на Йонко Вапцаров[24]
- Георги Сучев (1928 – 1948) – горянин